# NGC 7838
NGC 7838 est une galaxie spirale relativement éloignée et située dans la constellation des Poissons. NGC 7838 a été découverte par l'astronome allemand Albert Marth en 1864.

## Description
La vitesse de NGC 7838 par rapport au fond diffus cosmologique est de 11 164 ± 26 km/s, ce qui correspond à une distance de Hubble de 164,7 ± 11,5 Mpc (∼537 millions d'al).
NGC 7838 présente une large raie HI.
NGC 7838 et NGC 7837 sont voisines sur la sphère céleste, les deux galaxies apparaissant comme presque collée l'une à l'autre. La distance de Hubble de NGC 7837 est égale à 155,16 ± 10,88 Mpc (∼506 millions d'al), ce qui signifie qu'il s'agit plus probablement d'une paire optique qu'une paire de galaxies en interaction gravitationnelle.
La paire NGC 7837/8 figure dans l'atlas des galaxies particulières d'Halton Arp sous la cote Arp 246.